# Hauzenberg
Hauzenberg là một đô thị ở huyện Passau bang Bayern thuộc nước Đức.